# Гонсалес, Алехандро (баскетболист)
Алехандро Гонсалес Роиг (исп. Alejandro González Roig; 5 января 1907, Монтевидео — ноябрь 1979) — уругвайский баскетболист. Участник летних Олимпийских игр 1936 года, двукратный чемпион Южной Америки 1930 и 1932 годов, бронзовый призёр чемпионата Южной Америки 1935 года.

## Биография
Алехандро Гонсалес родился 5 января 1907 года в уругвайском городе Монтевидео.
Играл в баскетбол за «Дефенсор Спортинг» из Монтевидео.
В составе сборной Уругвая трижды выигрывал медали чемпионата Южной Америки: золотые в 1930 году в Монтевидео и в 1932 году в Сантьяго, бронзовую в 1935 году в Рио-де-Жанейро.
В 1936 году вошёл в состав сборной Уругвая по баскетболу на летних Олимпийских играх в Берлине, занявшей 6-е место. Провёл 6 матчей, набрал (по имеющимся данным) 1 очко в матче со сборной Канады.
В середине 1940-х годов был играющим тренером «Дефенсор Спортинг».
Умер в ноябре 1979 года.